# Museo nazionale della matematica
Il museo nazionale della matematica  (in inglese: National Museum of Mathematics), conosciuto anche con l'acronimo MoMath (in similitudine al MoMA - Museum of Modern Art) è un museo scientifico monotematico dedicato alla matematica situato nel quartiere di Manhattan, a New York, negli Stati Uniti d'America.
Il museo è stato aperto il 15 dicembre 2012 ed è l'unico museo dedicato alla matematica nell'America del nord.

## Storia
Nel 2006 il museo della matematica applicata all'arte e alla scienza "Bernhard Goudreau" di Long Island chiuse i battenti dopo 26 anni di attività.
In risposta alla chiusura di quello che, all'epoca, era l'unico museo dedicato alla matematica negli USA, un gruppo di appassionati guidati da Glen Whitney (attuale presidente del MoMath) si incontrarono per valutare la possibilità di aprire un nuovo museo.
Dopo aver ottuenuto il sostegno del Dipartimento dell'educazione dello Stato di New York nel 2009, nei quattro anni successivi riuscirono a raccogliere oltre 22 milioni di dollari.
Grazie a tali finanziamenti, è stato possibile affittare uno spazio di circa 1.800 m2 nel palazzo Goddard di nel quartiere storico di Madison Square North a Manhattan. Nonostante alcune polemiche dei residenti del quartiere in merito al progetto architettonico della facciata (giudicata troppo moderna all'interno del contesto della zona), la città di New York ne ha autorizzato l'intervento.

## Obiettivi
Lo scopo del museo è il miglioramento della comprensione e percezione della matematica fra il pubblico. L'idea dei fondatori è in particolare quella di "mostrare un lato diverso della matematica, divertire i bambini e far capire loro che la matematica che studiano a scuola è solo un albero in un'enorme foresta". Sempre secondo i fondatori, il problema dell'apprendimento della matematica è dato spesso dal fatto di utilizzare solo il metodo mnemonico, senza prevedere l'effetto pratico nella realtà; secondo la direttrice del museo Cindy Lawrence "È come se si insegnasse ai bambini a leggere la musica senza far conoscere loro gli strumenti musicali". Il Museo Nazionale della Matematica è aperto tutti i giorni dalle 10:00 a.m. alle 5:00 p.m.

## Esposizione

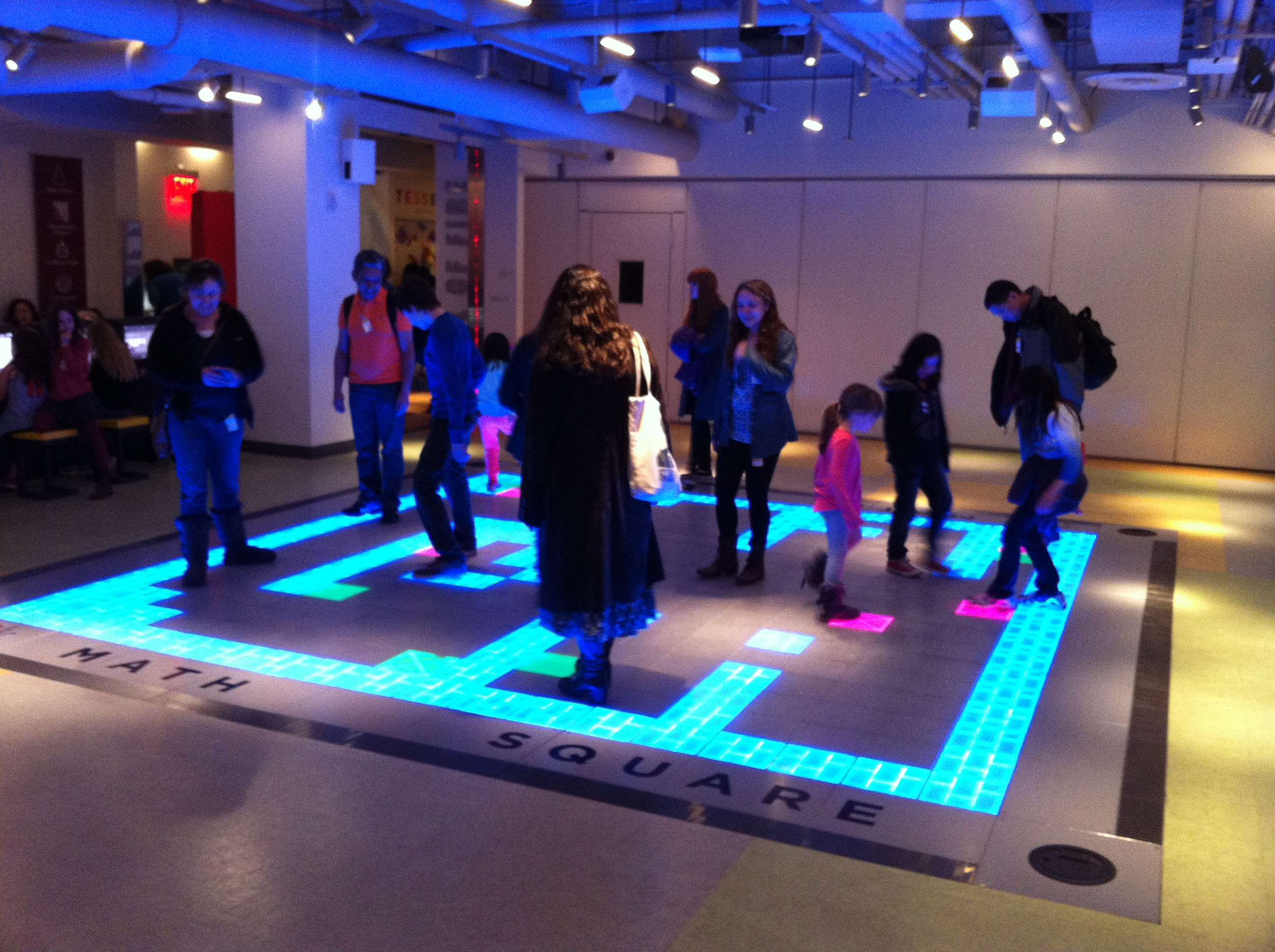
Giochi matematici controllati con i piedi

Il museo è suddiviso in due piani e ospita oltre trenta attrazioni interattive, in cui vengono spiegati diversi principi matematici attraverso attrazioni e presentazioni.
Il museo è conosciuto, in particolare, per i suoi tricicli con ruote quadrate che possono percorrere agevolmente un tracciato circolare a forma di fiore realizzato con particolari dossi che formano una superficie catenaria.. Un altro esperimento è quello di una piccola barca che scivola su "ghiande" di gomma aventi superfici di larghezza costante.
Le attrazioni esposte includono seguenti installazioni:
- Mathenaeum
- Feedback Fractals
- Coaster Rollers
- Tracks of Galileo
- Hyper Hyperboloid
- Math Square
- Edge FX
- Enigma Café
- Formula Morph
- Shapes of Space

- Human Tree
- MoMath Logo Generator
- Harmony of the Spheres
- Wall of Fire
- In Plane Sight
- Finding Fifteen
- Structure Studio
- Water Frieze
- Shape Ranger
- 3D Doodle

- Twist ‘n’ Roll
- Marble Multiplier
- Rhythms of Life
- Tile Factory
- Pattern Mesh
- Square-Wheeled Trike
- Monkey Around
- Sixth Sense
- Math Flash
- String Product

- Time Tables
- Dynamic Wall
- Tessellation Station
- Polypaint

## Programmi

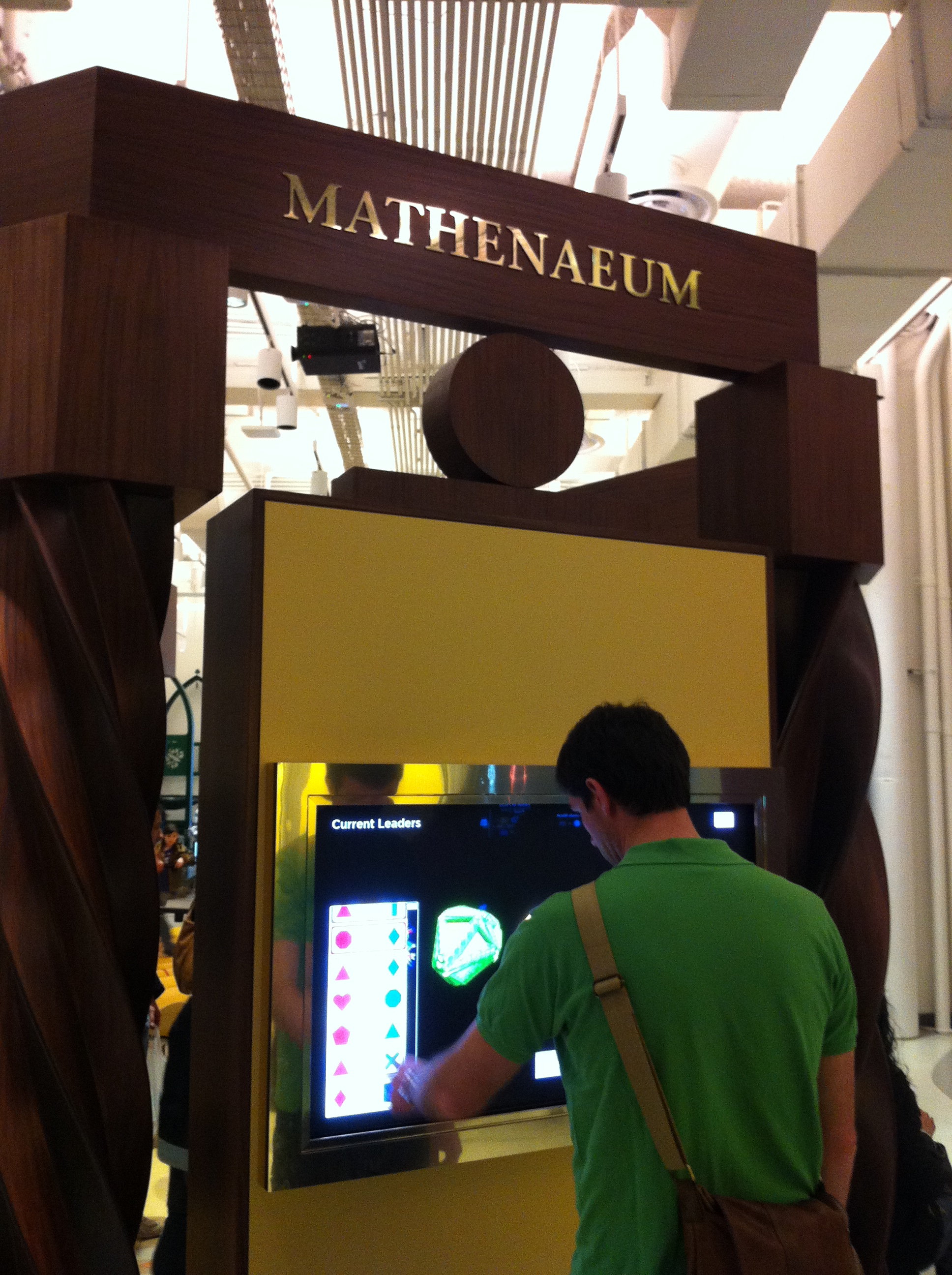
Il Mathenaeum

- Sagra della matematica (Math Midway) è un'esposizione itinerante con dimostrazioni basate sulla matematica. L'esibizione include: uno speciale triciclo con ruota quadrata che può essere pedalato agevolmente; un Anello di fuoco con cui si possono utilizzare dei laser per intersecare oggetti tridimensionali con un piano bidimensionale e scoprire così forme interessanti; un organetto-smerigliatrice a funzione con cui si può creare la propria funzione matematica e vedere il risultato.[14] Dopo aver debuttato al Festival mondiale della scienza nel 2009, la sagra della matematica è stata portata in giro per tutti gli USA dove ha visto la partecipazione di oltre 750.000 persone. Nel 2016, tale esposizione è stata venduta al museo della scienza di Singapore.
- Math Midway 2 Go (MM2GO) è una derivazione dell'originale Math Midway, di cui include sei delle attrazioni più popolari. Dall'autunno 2012 la MM2GO ha iniziato a viaggiare attraverso festival della scienza, scuole, comunità e biblioteche.[15]
- Incontri di matematica (Math Encounters) sono conferenze mensili organizzate dal MoMath e dalla Fondazione James Harris Simons[16], in cui vengono invitati diversi matematici a tenere una lezione, spesso con argomenti curiosi come la "geometria degli origami", "modelli matematici nella giocoleria" e "bocconi di matematica dai Simpsons a Futurama".[17]
- Venerdì delle famiglie sono incontri mensili lanciati nell'aprile 2014 dal MoMath e dall'azienda televisiva Time Warner Cable al fine di offrire idee e opportunità basate sulla matematic a famiglie a basso reddito attraverso attività e presentazioni.